# 川上澄生

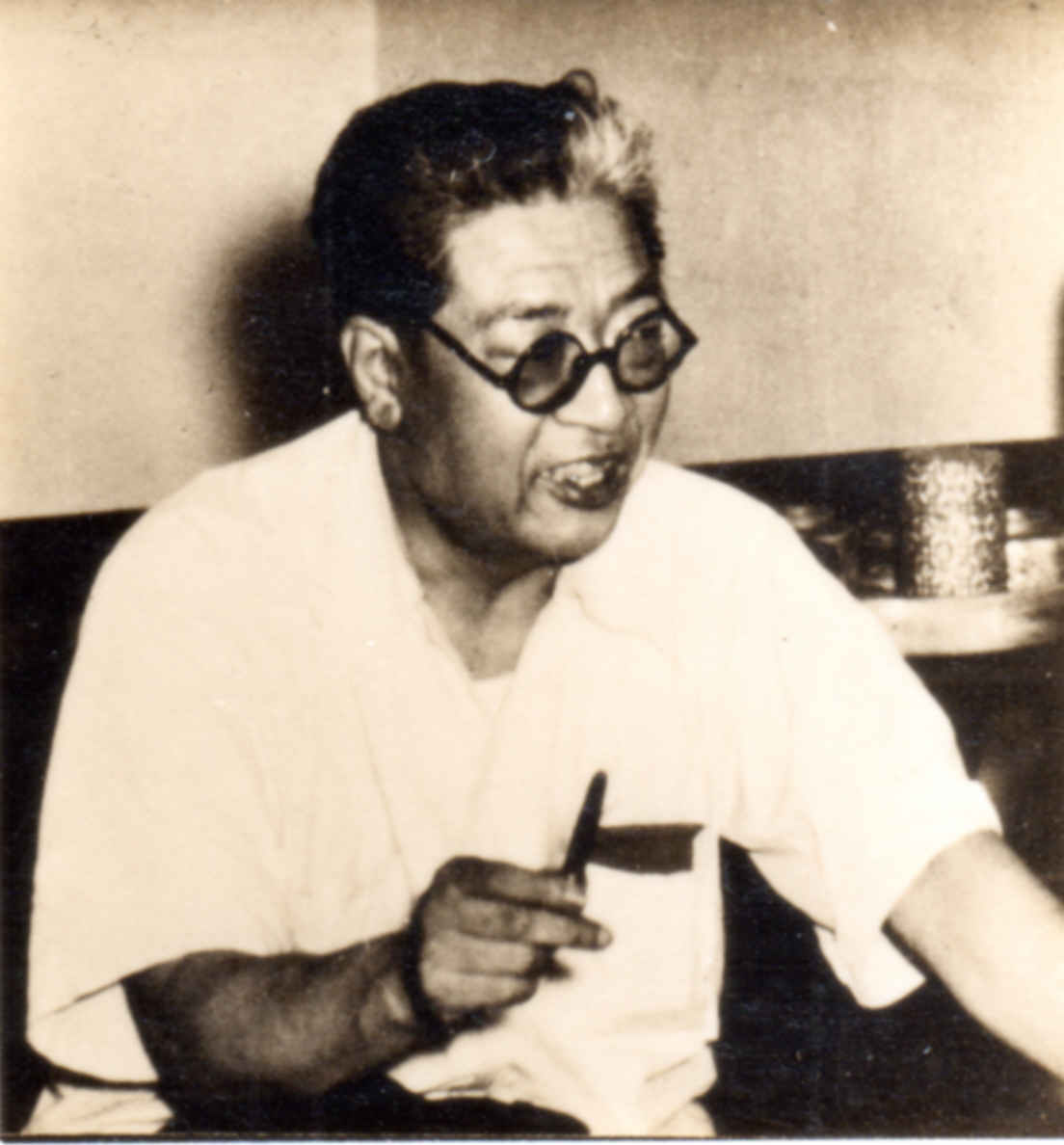
1953年7月、札幌にて

川上 澄生（かわかみ すみお、明治28年（1895年）4月10日 - 昭和47年（1972年）9月1日）は、日本の版画家。神奈川県出身。本名は川上澄雄。
青山学院高等科在学中に、木口木版の合田清と知り合っている。川上澄生の木版画には、大正末期から昭和の頃に盛んとなったオランダ文化研究の影響がみられる。かつての横浜絵や長崎絵のような発想・主題からやがて明治の文明開化期の詩的表現へと向かっている。特に長崎南蛮風俗、明治開化風俗に惹かれ、それらは素朴な彫り味と、懐古的な詩情に満ちており、独自なプリミティブな作品を生み出すこととなった。彼の版画は、すべての工程を一人で行う創作版画であり、自作の版画による絵本も愛好すべきものとなっている。また、ガラス絵、肉筆画も残しており、国画会の会員となっている。

## 略歴
- 1895年（明治28年）、父・英一郎、母・小繁の長男として横浜市に生まれる。
- 1898年（明治31年）、東京の青山に転居する。
- 1912年（大正元年）、最初の木版画を制作。
- 1915年（大正4年）、母・小繁が亡くなる。
- 1917年（大正6年）、父の勧めにより、横浜港からカナダビクトリアへ渡航（4ヶ月滞在）、その後、米国アラスカで缶詰工場の人夫として働く。
- 1918年（大正7年）、弟の和三郎が危篤との報を受け日本へ帰国（弟は帰国前に死去）[2]。
- 1921年（大正10年）、栃木県の宇都宮に赴き旧制宇都宮中学（現・宇都宮高校））英語教師となる[2]。この時、同校野球部の指導にもあたる。本格的な木版画制作を開始。この頃の生徒たちから呼ばれた愛称は「ハリさん」という。この頃、地元版画誌「村の版画」と「刀」を監修、自らも作品を投稿する。
- 1922年（大正11年）、第4回日本創作版画協会展で初入選[2]。
- 1924年（大正13年）、自らが指導する野球部が第10回全国中等学校優勝野球大会に出場して初戦突破[2]。
- 1926年（大正15年）、国画会に木版画作品「初夏の風」を出品、川上澄生の代表作となる。棟方志功はこれに触発され版画家への転向を決意したという。
- 1927年（昭和2年）、処女詩画集「青髯」頒布。
- 1935年（昭和10年）、版画本「ゑげれすいろは人物」刊行。『へっぽこ先生』を名乗る。
- 1938年（昭和13年）、結婚。
- 1939年（昭和14年）、長男が誕生。
- 1942年（昭和17年）、宇都宮中学を自主的に退職して版画本の制作に取り組む[2]。
- 1944年（昭和19年）、妻の親類が住む北海道白老村に疎開する（1947年まで）[2]。苫小牧中学（現・苫小牧東高校）で教壇に立ちながら版画制作を行う。
- 1949年（昭和24年）、宇都宮女子高校講師となる[2]。第1回栃木県文化奨励賞受賞。
- 1958年（昭和33年）、退職、版画制作に専念[2]。
- 1967年（昭和42年）、勲四等瑞宝章を受章。
- 1972年（昭和47年）、妻の後を追うように急逝。享年77。墓所は宇都宮市の北山霊園。法名は美達院光誉彩澄居士。

## 死後
- 命日は洋燈忌として1973年（昭和48年）から2002年（平成14年）まで宇都宮市の延命院で法要が営まれた[2]。
- 1977年（昭和52年）、宇都宮高等学校のグラウンドに記念碑が建立された[2]。
- 1992年（平成4年）、川上澄生美術館（鹿沼市）開館[2]。

## 関連出版
- 『川上澄生全集』中央公論社 全14巻。限定版も刊行、各・1978-1979年
- 『川上澄生全集』中公文庫 全14巻、1982-1983年
- 『川上澄生 詩と絵の世界』川上澄生美術館責任編集、毎日新聞社、1995年
- 川上澄生『明治少年懐古』ウェッジ文庫、2008年
- 渡辺基『川上澄生　はつなつのかぜとなりたや』下野新聞社、2003年
- 平沢秀和『川上澄生と北海道　木版の詩人』北海道新聞社、2003年
- 小林利延『評伝川上澄生　かぜとなりたや』下野新聞社、2004年